# Гонорат Амьенский
Гонорат Амьенский (Гонорий Амьенский, Оноре Амьенский, Сент-Оноре (Святой Оноре); VI век) — католический и православный святой, епископ Амьена (Франция). В католицизме первоначально — святой покровитель Амьена и всей Пикардии, затем — святой покровитель пекарей, булочников и кондитеров. Его именем назван один из традиционных французских десертов — торт Сент-Оноре.

## Биография

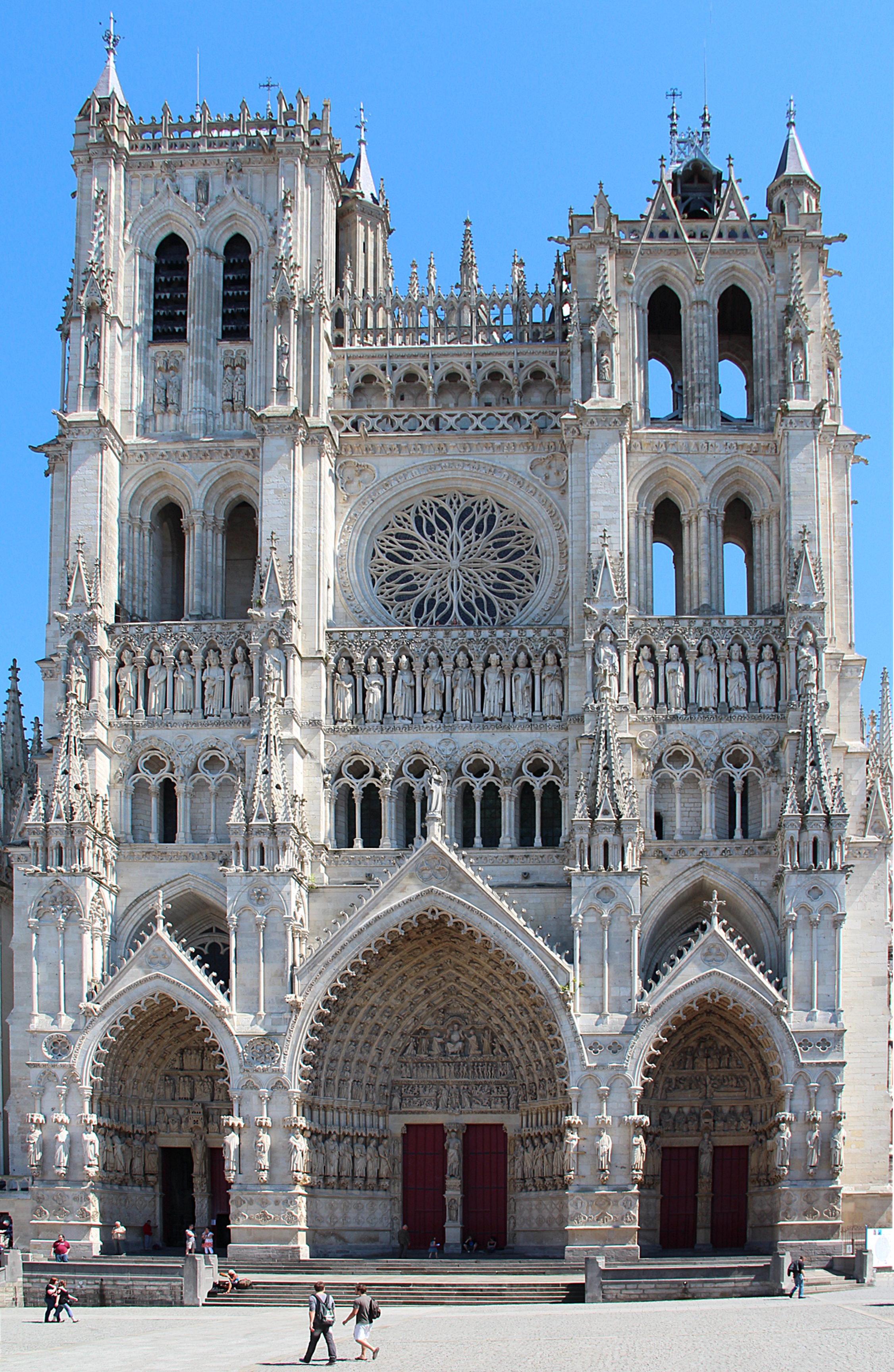
Амьенский собор в наше время.

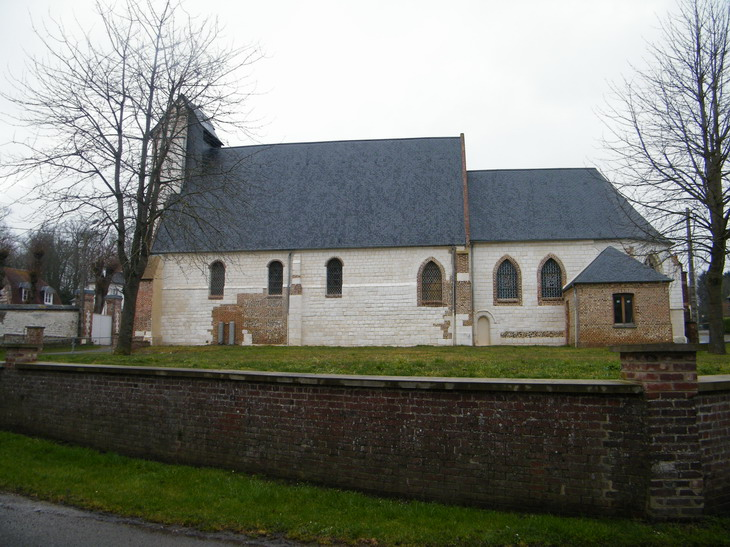
Церковь Сент-Оноре в Пор-ле-Гран.

Биография святого Гонората известна из агиографической (житийной) литературы, и изобилует характерными для подобного жанра литературы подробностями, не вызывающими ни малейшего доверия. Согласно житию, Оноре родился в деревне Пор-ле-Гран (фр.) в Понтье, в начале VI века в зажиточной семье. Однажды, когда его няня пекла хлеб, Оноре, который рос сорванцом, сообщил ей, что хочет стать епископом. Няня расхохоталась и ответила «Ты станешь епископом не раньше, чем на моей лопате для пирогов вырастут листья». В результате, из лопаты для пирогов, воткнутой его старой няней во дворе в землю черенком вниз, выросло тутовое дерево с листьями и плодами.
В юношеском возрасте Оноре сделался благочестив, избегал общества развратных девушек и беспутных юнцов, предаваясь постам и молитвам. Он стал диаконом Беата, епископа Амьенского, который желал сделать его своим преемником. Однако, после смерти духовного наставника, Оноре из скромности отказался занять его место и быть рукоположенным во епископа Амьенского. Тогда, согласно житию, на Оноре при большом стечении народа упал луч света, а на его голове появилось чудесное масло, которое было сочтено елеем. Горожане Амьена решили, что Оноре рукоположил во  епископы сам господь.
Оноре занимал кафедру епископа многие годы, и, согласно житию, прославился чудесами, в частности, однажды на Пасху в Амьене перед ним и всеми верующими из облака явилась рука Христа (англ.), и пр. и пр.
Также Гоноратом, в бытность епископом, были обнаружены мощи святых амьенских мучеников Викторика, Фусциана и Генциана, которые несколько столетий считались утраченными.
В глубокой старости (предположительно в возрасте около 90 лет) епископ Оноре скончался в своей родной деревне Пор-ле-Гран, где находился с пастырским визитом, и был похоронен там же в алтаре местной приходской церкви. Мощи святого Оноре оставались в Пор-ле-Гран до начала эпохи норманнских набегов на Францию, когда, с целью уберечь их от осквернения, они были перенесены в защищённый крепостными стенами Амьен. Перенесение мощей было отмечено, якобы, новым чудом: когда мощи выносили из приходской церкви Петра и Павла, чтобы перенести их в Амьенский собор, Христос на распятии, размещённом под церковным сводом, наклонился вперёд, чтобы отдать дань уважения останкам святого епископа.

## Эволюция легенды и почитание

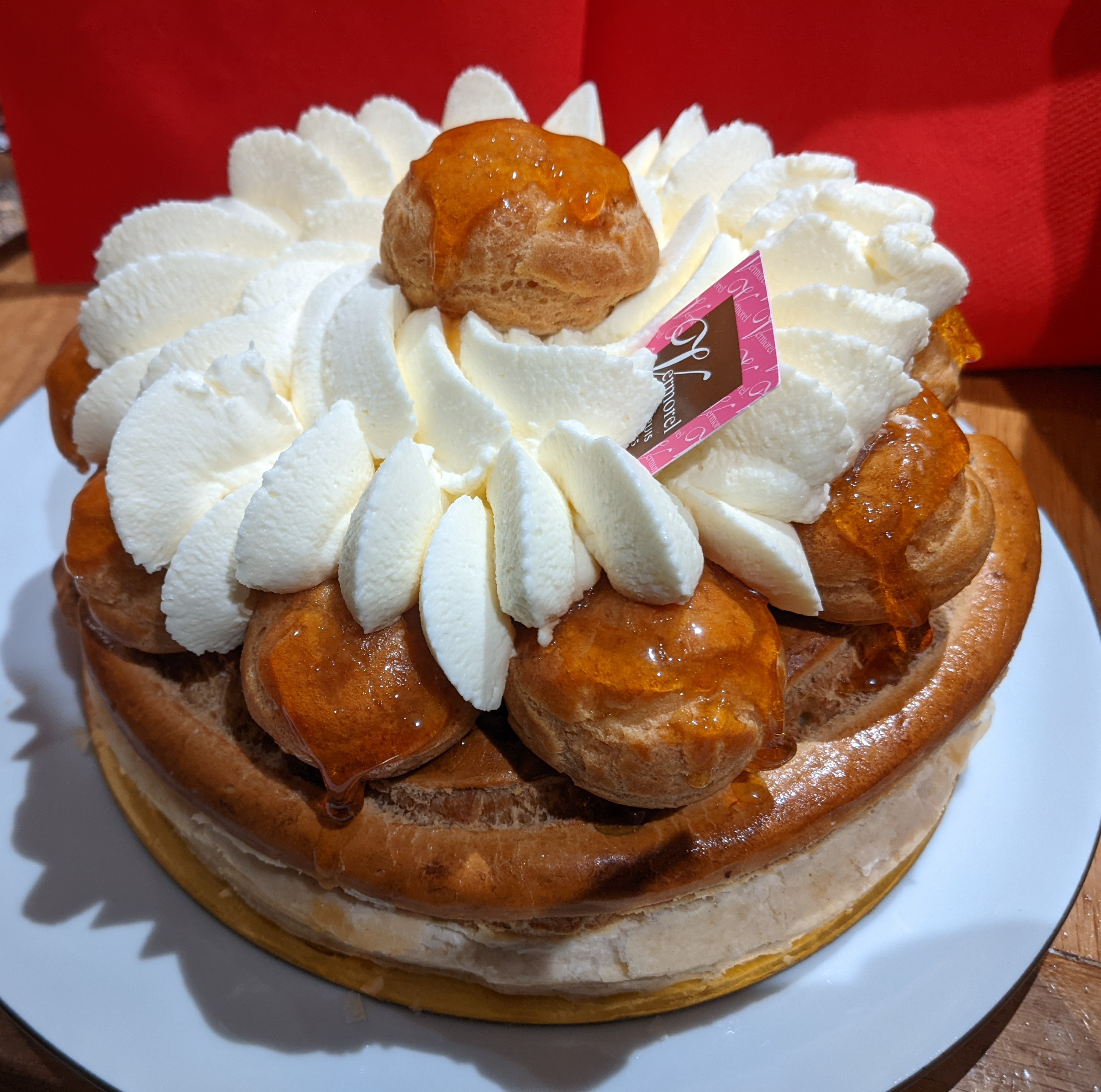
Торт Сент-Оноре.

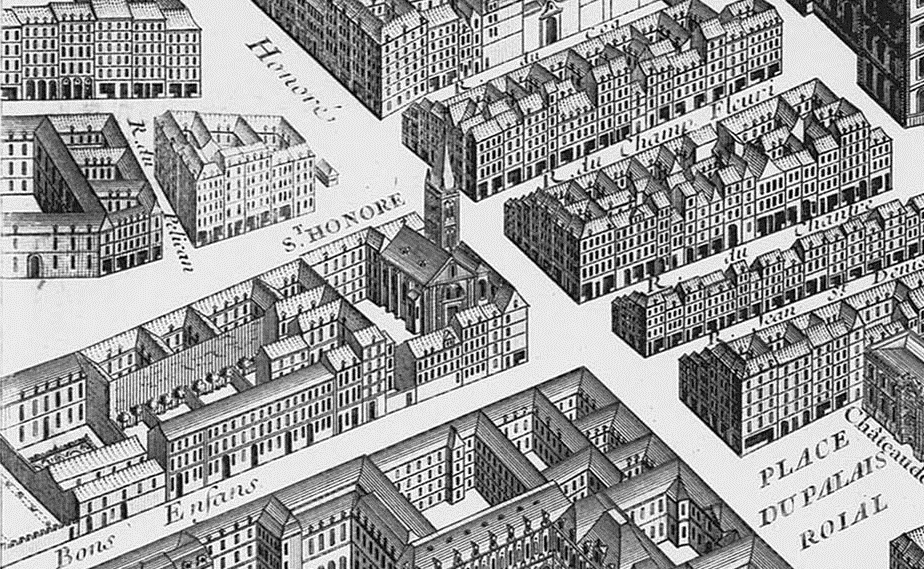
Изображение церкви Сент-Оноре на плане Парижа 1730-х годов.

Почитание Оноре началось вскоре после его кончины. Благодаря святому, его родная деревня Пор-ле-Гран на время разбогатела, став важным центром христианского паломничества (но захирела снова, когда мощи святого были перенесены в Амьен). А поскольку Амьен со временем стал центром крупной области, известной, как Пикардия, то Оноре в Средние века стал рассматриваться, покровитель Пикардии и выходцев оттуда в других местах Франции, в частности, в Париже.
Параллельно, почитание Оноре постепенно концентрировалось на чуде с лопатой и выпечкой хлебов. В 1202 году парижский пекарь по имени Renaud Cherins  пожертвовал десять арпанов свободной земли в Париже для строительства часовни, посвящённой Святому Оноре. С этого времени в Париже, а затем и по всей Франции, окончательно закрепилась репутация святого Оноре, как покровителя пекарей.
К концу XVIII века на месте часовни располагалась внушительная церковь 1579 года постройки (фр.), которая была разрушена в ходе Великой французской революции.
Улица, на которой располагалась церковь, до сих пор носит имя святого — улица Сент-Оноре (фр.). Именем святого было также названо одно из предместий старого Парижа — предместье Сент-Оноре (Фобур-Сент-Оноре; фр.), на месте которого сегодня проходит улица Фобур-Сент-Оноре.